# Горлянка
Горлянка (Ajuga) — рід трав'янистих рослин родини глухокропивові або губоцвіті. Представники роду — однорічні та багаторічні трави заввишки 5 — 50 см.

## Поширення та середовище існування
Поширені майже по всій земній кулі. На просторах колишнього СРСР — 14 видів. В Україні — 8 видів.

## Практичне використання
Молоді прикореневі листки та повзучі пагони з розетками листя на кінцях — чудове зілля для салатів, овочевого пюре, приправ до рибних і борошняних страв у північних народів Європи (Данія, Швеція, Норвегія).
Має декоративні сорти.

## Види
1. Ajuga arabica P.H.Davis — Саудівська Аравія
2. Ajuga australis R.Br. — Австралія
3. Ajuga bombycina Boiss. — Егейські рострови, Туреччина
4. Ajuga boninsimae Maxim. — Бонінські острови, Японія)
5. Ajuga brachystemon Maxim. — Непал, північна Індія
6. Ajuga campylantha Diels — Юньнань
7. Ajuga campylanthoides C.Y.Wu & C.Chen — Тибет, Китай
8. Ajuga chamaecistus Ging. ex Benth. — Іран, Афганістан
9. Ajuga chamaepitys (L.) Schreb. — Європа, Азія
10. Ajuga chasmophila P.H.Davis — Сирія
11. Ajuga ciliata Bunge — Китай, Корея, Японія
12. Ajuga davisiana Kit Tan & Yildiz — Туреччина
13. Ajuga decaryana Danguy ex R.A.Clement — Мадагаскар
14. Ajuga decumbens Thunb. — Китай, Корея, Японія, Тайвань, Острови Рюкю
15. Ajuga dictyocarpa Hayata — Китай, В'єтнам, Тайвань, Острови Рюкю
16. Ajuga fauriei H.Lév. & Vaniot — Корея
17. Ajuga flaccida Baker — Мадагаскар
18. Ajuga forrestii Diels — Китай, Тибет, Непал
19. Горлянка женевська (Ajuga genevensis) L. — Європа, Кавказ; інтродукований у Північна Америка
20. Ajuga grandiflora Stapf — Південна Австралія
21. Ajuga incisia Maxim — острів Хонсю, Японія
22. Ajuga integrifolia Buch.-Ham. — Африка, Південна Азія (Саудівська Аравія, Іран, Індія, Китай, Індонезія, etc.), Нова Гвінея
23. Ajuga iva (L.) Schreb. — Середземномор'я
24. Ajuga japonica Miq. — Японія
25. Ajuga laxmannii (Murray) Benth. — Європа від Чехії до Греції; Туреччина, Кавказ
26. Ajuga leucantha Lukhoba -Уганда, Д. Р. Конго, Ефіопія
27. Ajuga linearifolia Pamp. — Китай
28. Ajuga lobata D.Don — Китай, Непал, Бутан, Ассам, М'янма
29. Ajuga lupulina Maxim. — Китай, Непал, Бутан, Ассам
30. Ajuga macrosperma Wall. ex Benth. — Китай, Непал, Бутан, Ассам, Індія, Індокитай
31. Ajuga makinoi Nakai — Острів Хонсю, Японія
32. Ajuga mollis Gladkova — Крим
33. Ajuga multiflora Bunge — Китай, Корея, Сибір
34. Ajuga nipponensis Makino — Китай, Корея, Японія, В'єтнам, Тайвань
35. Ajuga novoguineensis A.J.Paton & R.J.Johns — Нова Гвінея
36. Ajuga nubigena Diels — Тибет, Сичуань, Юньнань
37. Ajuga oblongata M.Bieb. — Ірак, Кавказ
38. Ajuga oocephala Baker — Мадагаскар
39. Ajuga ophrydris Burch. ex Benth. — Південна Африка, Свазіленд, Лесото
40. Ajuga orientalis L. — Східне Середземномор'я
41. Ajuga ovalifolia Bureau & Franch. — Китай
42. Ajuga pantantha Hand.-Mazz. — Юньнань
43. Ajuga parviflora Benth. — Афганістан, Пакистан, Індія, Непал
44. Ajuga piskoi Degen & Bald. — Албанія, Югославія
45. Ajuga postii Briq. — Туреччина
46. Ajuga pygmaea A.Gray — Китай, Японія, Тайвань, Острови Рюкю
47. Ajuga pyramidalis L. — Європа
48. Ajuga relicta P.H.Davis — Туреччина
49. Горлянка повзуча (Ajuga reptans) L. — Європа, Алжир, Туніс, Іран, Туреччина, Кавказ; інтродукований Нова Зеландія, Північна Америка, Венесуела
50. Ajuga robusta Baker — Мадагаскар
51. Ajuga salicifolia (L.) Schreb. — Балкани, Крим, Південна Росія, Туреччина
52. Ajuga saxicola Assadi & Jamzad — Іран
53. Ajuga sciaphila W.W.Sm..- Південно-Західний Китай
54. Ajuga shikotanensis Miyabe & Tatew — Японія, Курильські острови
55. Ajuga sinuata R.Br. — Новий Південна Уельс
56. Ajuga spectabilis Nakai — Корея
57. Ajuga taiwanensis Nakai ex Murata — Тайвань, Острови Рюкю, Філіппіни
58. Ajuga tenorii C.Presl in J.S.Presl & C.B.Presl — Італія
59. Ajuga turkestanica (Regel) Briq. — Таджикистан
60. Ajuga vesiculifera Herder — Киргизстан
61. Ajuga vestita Boiss. — Туреччина, Іран
62. Ajuga xylorrhiza Kit Tan — Туреччина
63. Ajuga yesoensis Maxim. ex Franch. & Sav. — Японія
64. Ajuga zakhoensis Rech.f. — Ірак

## Галерея

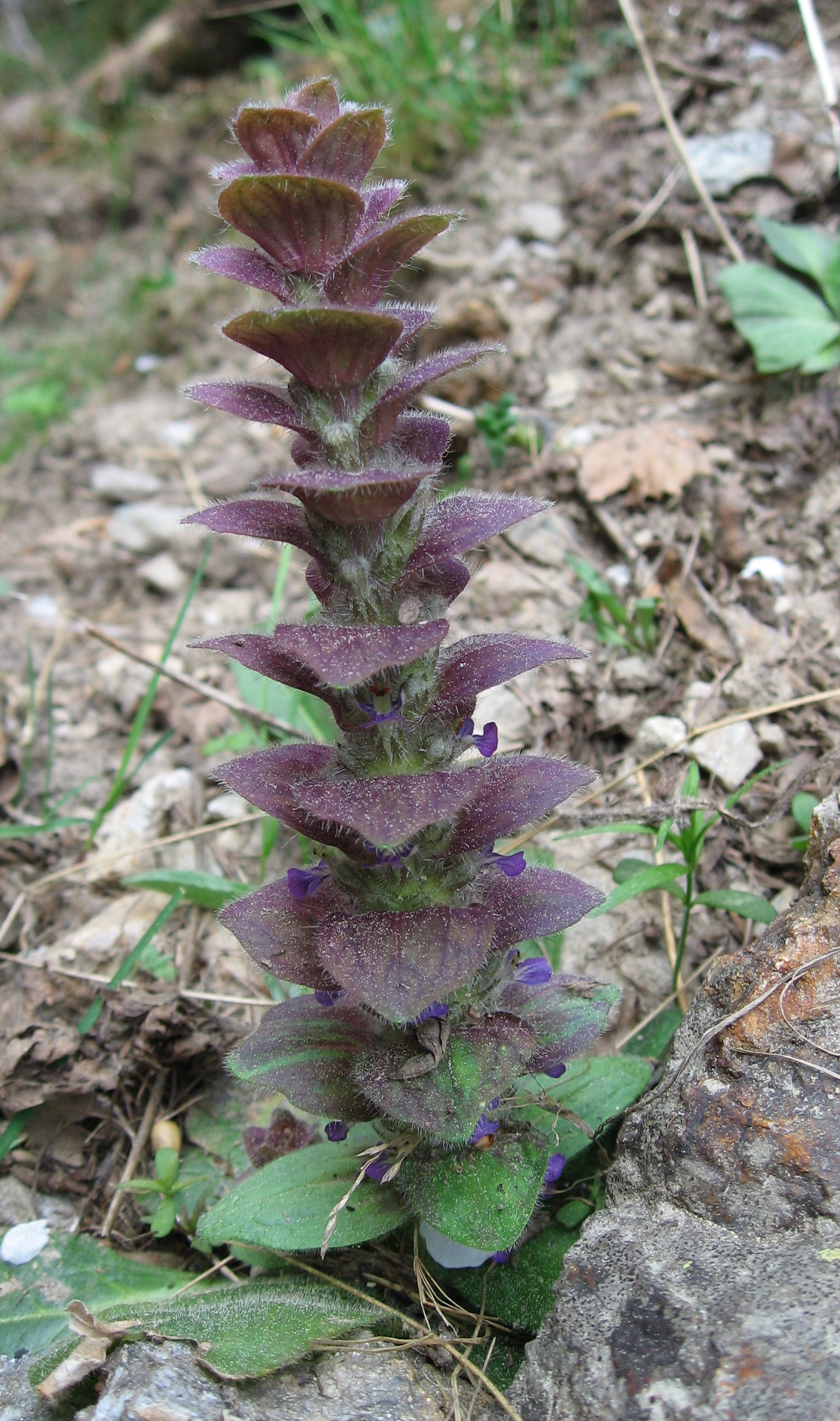
Ajuga pyramidalis
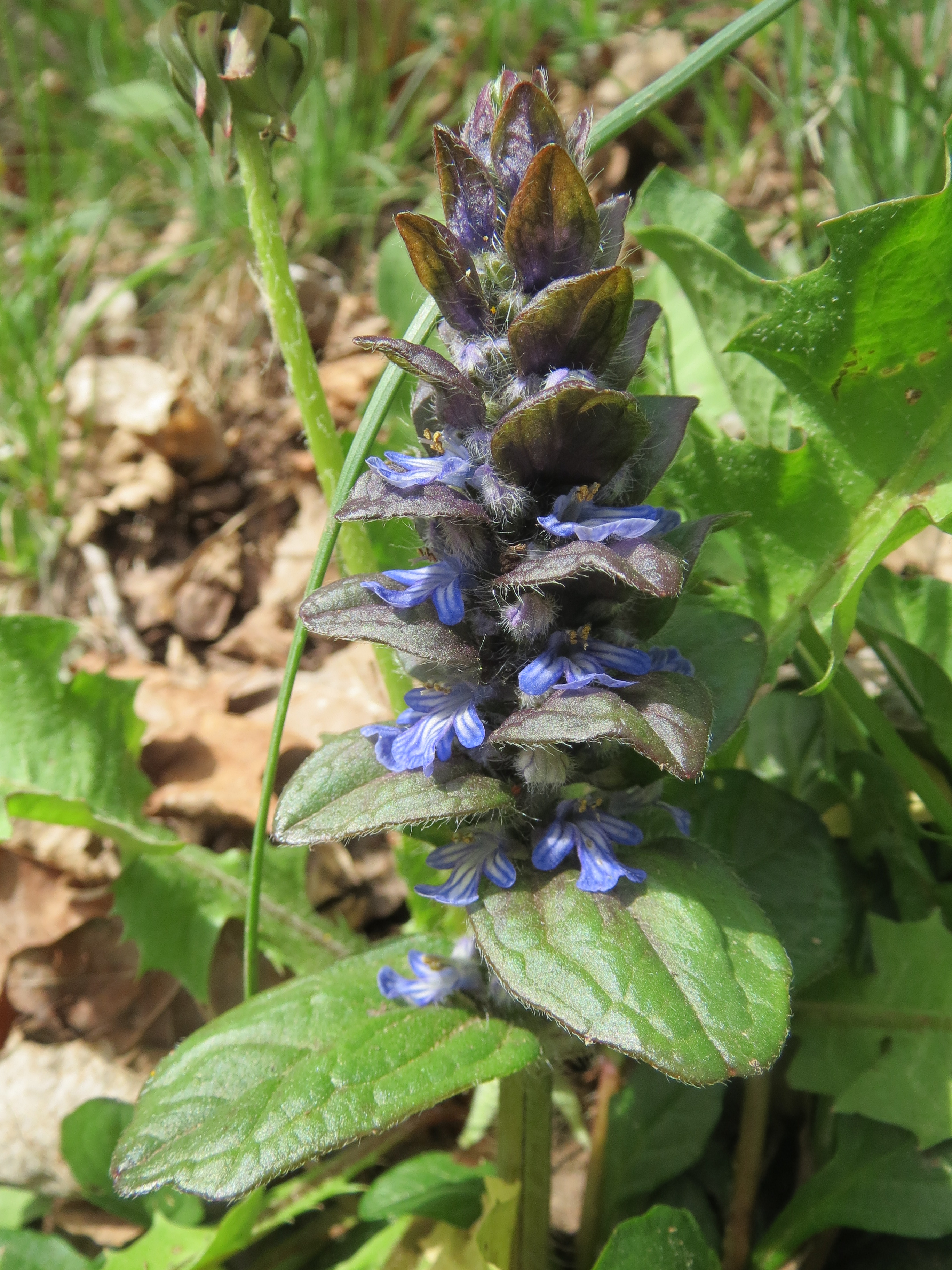
Ajuga reptans
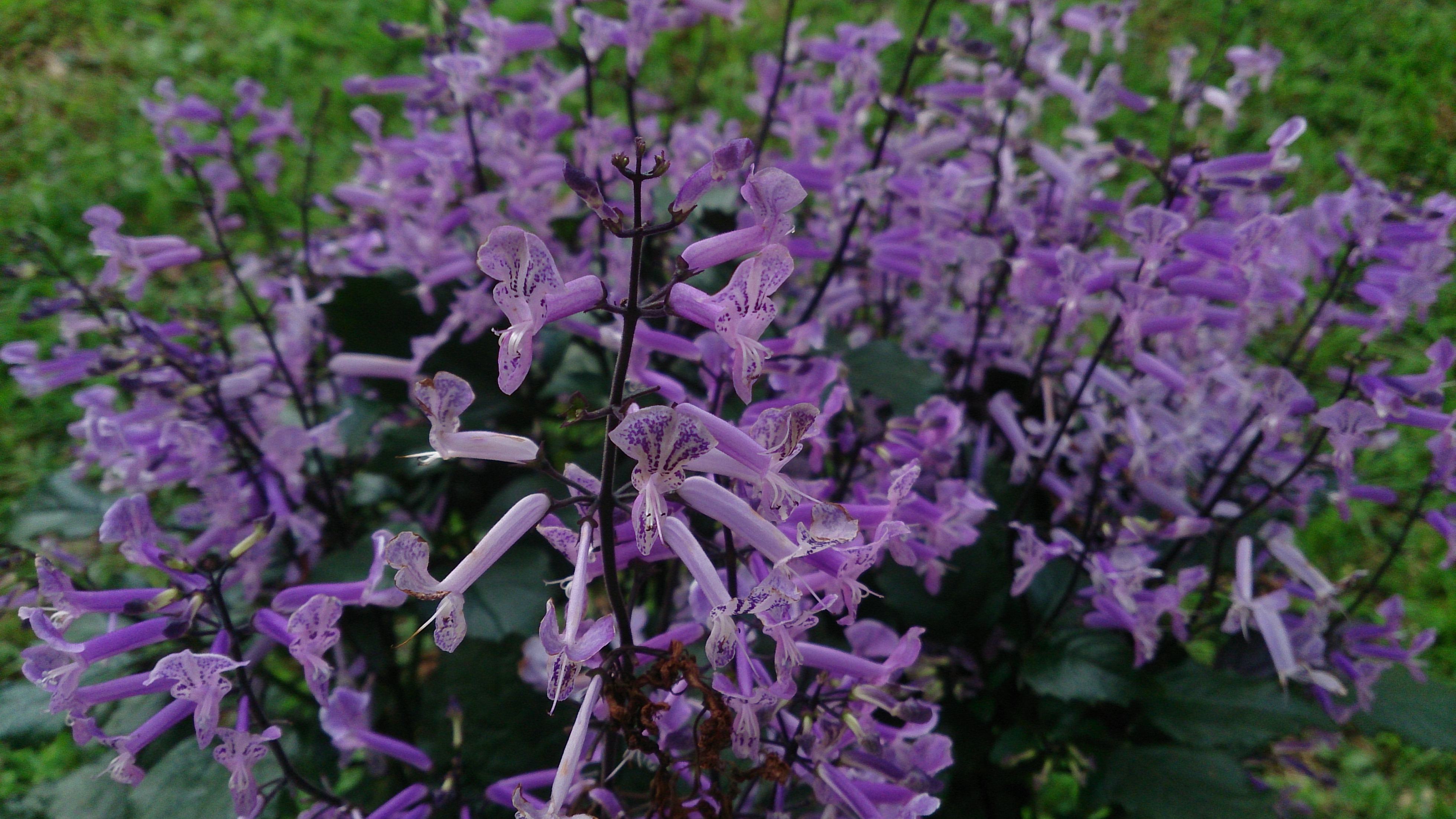
Сорт «Бронзова краса»
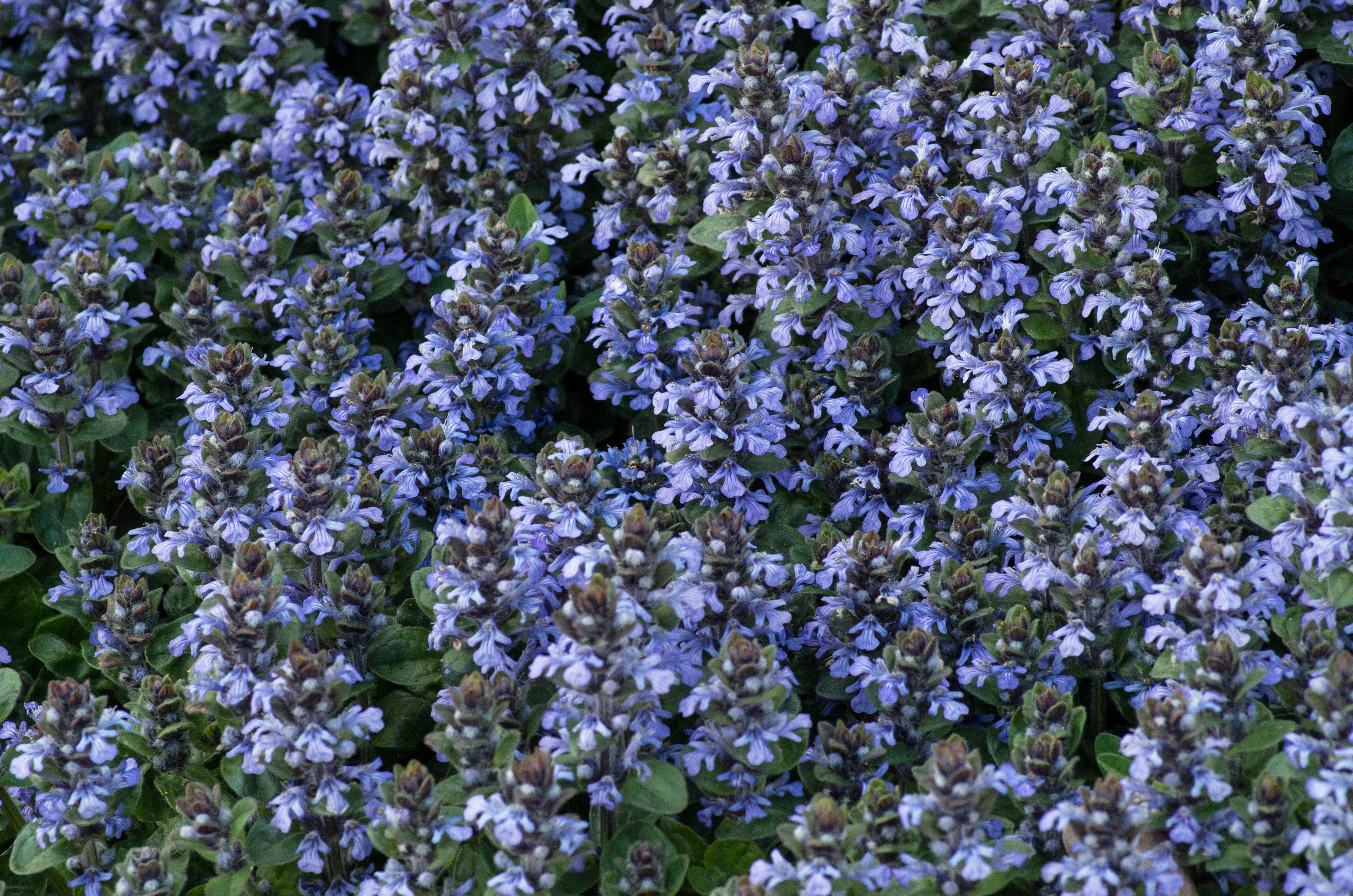
Культурний сорт горлянки
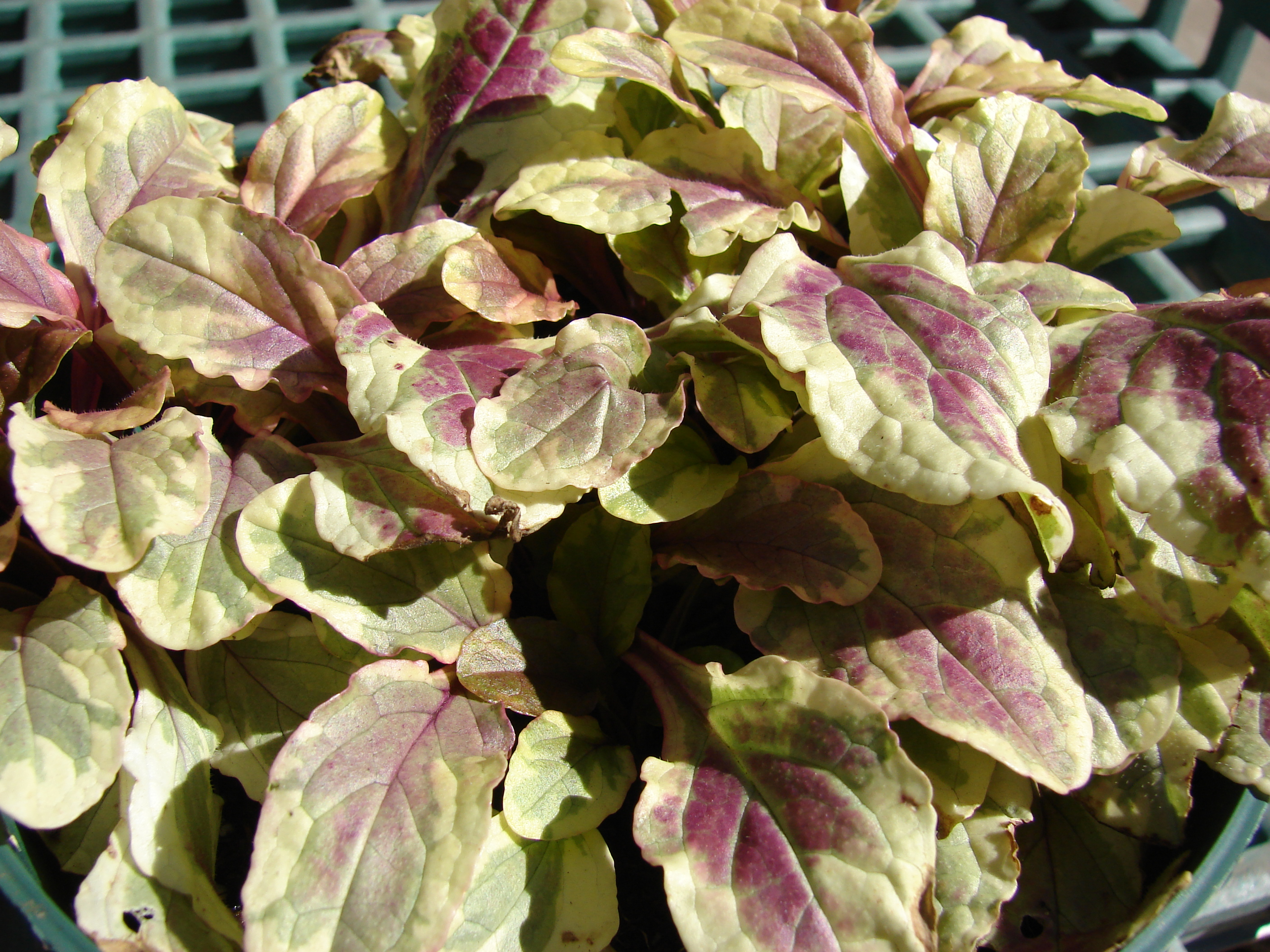
Культурний сорт горлянки